# Olof Rudbeck den ældre
Olof Rudbeck (latin Rudbeckius født 1630 i Vesterås, død 17. september 1702 i Uppsala) var søn af biskop Johannes Rudbeckius. Han var svensk anatom, botaniker og oldgransker.

## De første år
Rudbeck kom 1648 til universitet i Uppsala, hvor han særlig studerede medicin. Han foretog fra 1650 mange nøjagtige anatomiske undersøgelser og opdagede lymfekarrene. Hans opdagelse vakte opsigt, og man talte om den ved hoffet, for hvilket Rudbeck i april 1652 foretog en anatomisk sektion. Dronningen lovede ham understøttelse til studier i udlandet, hvorefter han 1653 disputerede i Uppsala med skriftet De circulatione sanguinis. Rudbeck rejste til udlandet, opholdt sig det meste tiden i Holland, hvor han studerede botanik, og blev efter hjemkomsten 1654 docent i botanik i Uppsala. Han grundlagde her den botaniske have i Uppsala og udgav 1658 sin første Catalogus Plantarum. Samme år blev Rudbeck professor i anatomi og 1660 professor i medicin. Senere blev han tillige kurator ved universitetet, i hvilken stilling han for øvrigt blev genstand for nogen misfornøjelse.

## Senere bedrifter
Rudbeck var ikke blot i besiddelse af omfattende kundskaber i mange forskellige videnskaber; han var tillige et sjældent teknisk geni og en praktisk mand i det borgerlige liv. Han oprettede i Uppsala en slags teknisk undervisningsanstalt, han anlagde en papirmølle, gav tegning til kuplen på Gustavianum, byggede broer med mere. Han var en dygtig tegner. Selv aftegnede han mange planter, ligesom han også udførte mange anatomiske tegninger med største nøjagtighed. I mange år arbejdede han på udgivelsen af et stort botanisk værk med flere tusind tegninger, endelig 1701 var anden del af dette færdig fra trykken og udkom under titlen: Campi Elysii, II. 1702 fuldendtes første del; men ved den store brand i Uppsala 16. maj 1702 gik resterne af oplaget tabt, bl.a. næsten alle eksemplarer af den lige færdigtrykte første del. Ligeledes brændte 7.000 graverede blokke med tegninger af planter, og kun 130 blev reddet, og kom i den berømte Linnés besiddelse; 90 af dem kom siden til England, hvor ejeren I. E. Smith i 1790 udgav aftryk af dem, Reliquiæ Rudbeckianæ.

## Historiker
Foruden at være botaniker gav Rudbeck sig i kast med oldgranskning, som er det, han i dag hovedsageligt huskes for. Atlantica blev senere benyttet af Denis Diderot i artiklen "Etymologie" i Encyclopédie som et advarende eksempel på falsk kobling mellem etymologi og mytisk historie.
Olof Rudbecks Atlantica eller som titlen egentlig lød, Atland eller Manheim dedan Japhetz [Noahs søn Jafet] afkomne .... slechter ut till hela werlden . . . utgångne äro .... (latin Olavi Rudbeckii Atlantica sive Manheim...) det sidste og svulstigste udtryk for svensk stormagtstankegang i 1600-tallet. Tanken om svenskeres og gøters overlegenhed over andre kan spores tilbage til Johannes Magnus' Sveriges historie fra 1554. Johannes Magnus hævdede, at de svenske konger nedstammede fra Noahs sønnesøn, Jafets søn Magog.
I Atlantica hævdede Rudbeck, at Atlantis var Sverige, det første land, der blev beboet, efter at Noahs sønner delte verden mellem sig. Derfor stammer al verdens kundskab og kultur fra Sverige. Karl 10. af Sverige lod trykke et opråb om, at nordmænd burde befri sig fra de danske åg og forene sig med Sverige, "af hvilken I eders herkomst haver". Her henviste han til, at ifølge Snorres Ynglingesaga i Heimskringla, kom den norske kongeslægt fra Uppsala.
Ved at benytte sig af fornaldersagaer havde Sverige forskønnet sin fortid. Frederik 3.s historiker Thormod Torfæus' gensvar lød, at myten om Gefion, der trak et stykke af Sverige til havs og deraf skabte Sjælland, beviste, at Odin ønskede at forøge Danmark og formindske Sverige. Da svenskerne præsenterede etymologien af "dane" og "dansker" som afledet af thion med oversættelsen "slave, tjener, gå til hånde, adlyde", argumenterede Torfæus i sin norgeshistorie mod Rudbeck.
Første del af Atlantica indeholder arbejdets kerne; de følgende er tolkninger, udførlige "beviser" etc. "I alla fall tröttar jätteboken mindre genom vidden i och för sig själv än genom det myckna, som i denna vidd röjer sig vara en följd av den tumultuariska brådskan vid både författandet och tryckningen" (Atterbom). Værket blev i datidens Sverige modtaget som et mesterværk, og i udlandet med forbavselse, protester, beundring og nogen anerkendelse.
Holberg ironiserede over, hvordan danske "antiquarer", og svenske endnu mere, lagde vægt på gotisk afstamning ud fra Jordanes' påstand om, at goterne stammede fra Skandinavien: "...alt som er skeed udi gamle Dage, maa være passeret udi de nordiske Lande, saa det fattes ikkun [mangler bare] at Noæ Ark skulde have hvilet paa Dovrefjeld, og Frugten af det forbudte Træ skulde blive til et svensk Æble."

## Bybranden i Uppsala
Branden i Uppsala 16. maj 1702 nåede også Rudbecks ejendom, der bestod af et større træhus og et i sten. Det sidstnævnte virkede dermed mere brandsikkert, og Rudbeck havde derfor flyttet sine værdigenstande derhen. Men dermed blev huset så fyldt, at dørene ikke lod sig lukke helt. Da ilden først havde banet sig vej gennem trælugerne, raserede den også stenhuset. Det eneste, der kom fra det, var Rudbecks bibliotek, hvor både dør og luger var af jern. Men bøgerne var blevet sorte af sod. Branden ødelagde også kirken, hvor han opbevarede forarbejdet til sine planlagte værker Atlantica og Campus Elysii, samt alle sine antikke genstande og modeller. Selv hans botaniske have, der senere blev overtaget av Carl von Linné, blev ødelagt i branden. Rudbeck døde samme efterår, og blev gravlagt i Uppsala domkirke i tværskibet.

## Eftermæle
I begyndelsen af 1900-tallet blev Rudbeck igen taget op og hans forskellige videnskabelige fortjenester fremhævet. Der er blandt andet (af Gustaf Edvard Klemming) blevet udgivet fotolitografiske aftryk eller udgaver af en del af hans værker. Originaludgaverne er meget sjældne; også de fleste eksemplarer af Atlantica, der var udkommet både på latin og svensk, og meget af den ikke udkomne fjerde del ødelagdes ved ildebranden, som Rudbeck ikke overlevede længe.
Hans søn Olof Rudbeck den yngre (15. marts 1660 i Uppsala, samme sted 23. marts 1740) blev i 1692 sin fars efterfølger som professor i botanik, adlet i 1719; er forfatter til en Rejse i Lapland (1701). Atlaset dertil gik tabt ved ildebranden i 1702. Rudbeck d.y. fortsatte også sin fars sproglige arbejde, og blev også involveret i fremskaffelsen af en "intellektuel grund" for magt i en periode, da Sverige tog mål af sig til at blive en europæisk stormagt.